# La Violette (Automarke)
La Violette war eine französische Automarke.

## Unternehmensgeschichte
Das Unternehmen Franc et Cie aus Levallois-Perret begann 1910 mit der Produktion von Automobilen. 1914 endete die Produktion.

## Fahrzeuge
Das erste Modell erschien 1910 und war ein kleines Fahrzeug, auf das die Kriterien für Cyclecars von 1912 zutrafen. Es hatte einen Einzylindermotor mit 700 cm³ Hubraum. Der Antrieb erfolgte auf eines der beiden Hinterräder. 1913 folgte ein Zweizylindermodell, ebenfalls mit Einradantrieb. Außerdem erschien 1913 das Vierzylindermodell 10 CV mit Kardanantrieb und einer viersitzigen Karosserie.